# Phrynus calypso
Espèce
Phrynus calypso est une espèce d'amblypyges de la famille des Phrynidae.

## Distribution
Cette espèce se rencontre à la Trinité et au Venezuela dans les États de Monagas et de Sucre.

## Description
La femelle holotype mesure 12,7 mm.

## Publication originale
- Joya, 2017 : A new species of Phrynus Lamarck, 1801 (Arachnida: Amblypygi), from Trinidad and Tobago, and Venezuela, with a redescription of Phrynus pulchripes (Pocock, 1894). Zootaxa, no 4254(3), p. 357-374.